# Biramehmetağa, Çınar
Piremehmetağa là một xã thuộc huyện Çınar, tỉnh Diyarbakır, Thổ Nhĩ Kỳ. Dân số thời điểm năm 2008 là 162 người.